# Melzo
Melzo település Olaszországban, Lombardia régióban, Milánó megyében. Lakosainak száma 18 318 fő (2023. január 1.). Melzo Cassina de’ Pecchi, Gorgonzola, Pozzuolo Martesana, Vignate, Liscate és Truccazzano községekkel határos.

## Népesség
A település lakossága az elmúlt években az alábbi módon változott:
| Lakosok száma | 18 519 | 18 518 | 18 493 | 18 318 |
|               | 2013   | 2017   | 2018   | 2023   |